# 業西丹畢鑒贊
業西丹畢鑒贊（藏語：ཡེ་ཤེས་བསྟན་པའི་རྒྱལ་མཚན，威利转写：ye shes bstan pa'i rgyal mtshan；1787年—1846年），第四世章嘉呼图克图（十六世），清朝内蒙古藏传佛教最大的活佛。父亲达札拉哲巴，母亲萨札达。出生在甘肃宗江北噶达托布达寺附近。
经过前世章嘉的扎萨克喇嘛辨认后，奏请乾隆帝确定，获得御赐敕书。四岁受小戒，七岁随札森额尔德尼受比丘戒，修习密宗戒律。八岁，奉旨到热河觐见乾隆帝。十三岁乾隆驾崩，入京吊唁，觐见嘉庆帝。十四岁入藏学法，谒见达赖喇嘛。1806年受大戒。到北京觐见嘉庆，多次受到赏赐。1819年，为管理京都都喇嘛班第扎萨克达喇嘛，办理一切黄教事务，来往在北京嵩祝寺和多伦汇宗寺之间。1828年，道光帝赐他银质镀金大国师印和诰命。1834年，获得金制大国师印和金花。1846年，在嵩祝寺庆六十诞辰，道光亲书福寿二字还赐白玉如意。奉旨管理善因寺汇宗寺和康熙五十三年到雍正九年所建的所有寺庙。同年六月，入寂，道光帝命龛座供奉于五台山镇海寺。